# Ricardo López Murphy
Ricardo López Murphy (ur. 10 sierpnia 1951 w Adrogué, prowincja Buenos Aires) – argentyński polityk i ekonomista, minister obrony w latach 1999–2001 oraz minister gospodarki w 2001. Dwukrotny kandydat w wyborach prezydenckich.

## Kariera polityczna
Ricardo López Murphy w 1975 ukończył Narodowy Uniwersytet la Plata. W 1980 otrzymał dyplom Uniwersytetu w Chicago. Po zakończeniu nauki rozpoczął pracę dydaktyczną na uniwersytecie. Był argentyńskim doradcą w międzynarodowych instytucjach finansowych jak Międzynarodowy Fundusz Walutowy, Bank Światowy, Międzyamerykański Bank Rozwoju. Był również szefem ekonomicznego think tanku FIEL w Argentynie.
W działalność polityczną zaangażował się w 1999, kiedy został mianowany ministrem obrony jako członek Radykalnej Unii Obywatelskiej (UCR). Na stanowisku pozostał do 2001, kiedy na krótko objął funkcję ministra gospodarki i infrastruktury. Po 8 dniach został jednak zdymisjonowany za przedstawienie zbyt radykalnego projektu przezwyciężenia kryzysu gospodarczego.
W 2002 założył własna partię Odtworzenie na rzecz Wzrostu (Recrear para el Crecimiento). W 2003 wziął udział w wyborach prezydenckich, uzyskując 16% głosów poparcia i zajmując trzecie miejsce za Néstorem Kirchnerem i Carlosem Menemem.
W 2007 razem z Mauricio Macri stworzył centro-prawicową koalicję Propozycja Republikańska (Propuesta Republicana), która wspierała jego kandydaturę w wyborach prezydenckich 28 października 2007. W wyborach tych Murphy uzyskał jednak tylko 1,45% głosów poparcia.
Ricardo López Murphy jest żonaty, ma troje dzieci. W mediach jest często określany przezwiskiem „bulldog”.